# Scream (Usher)
Scream è un singolo del cantante statunitense Usher, pubblicato il 26 aprile 2012 come secondo estratto dal settimo album in studio Looking 4 Myself.
Il singolo è stato scritto dallo stesso interprete, da Max Martin, Shellback e Savan Kotecha.